# Afrol
Afrol News è un'agenzia di stampa indipendente, fondata nel 2000, che copre esclusivamente il continente africano, pubblicando un portale di notizie online in inglese, francese, spagnolo e portoghese.

## Tipo di copertura
Il 25 maggio 2010, l'agenzia ha riferito che circa due milioni di ciadiani erano a rischio carestia nelle loro regioni, dopo che gli effetti combinati di due anni di siccità e pestilenza, avevano rovinato ancora una volta il loro raccolto